# Štefan Mihálik
Štefan Mihálik (* 19. září 1973, Jablonec nad Nisou) je bývalý český fotbalista, útočník. Jeho syn Ondřej Mihálik aktuálně hraje za FC Viktoria Plzeň.

## Fotbalová kariéra
V české lize hrál za FK Viktoria Žižkov a FK Jablonec. Nastoupil ve 12 utkáních a dal 2 góly, poté musel nuceně opustit vrcholovou úroveň kvůli problémům s koleny. Kariéru končil v německých regionálních soutěžích. Nyní hraje fotbal na regionální úrovni za klub TJ Sokol Pěnčín (okr. Jablonec nad Nisou).

## Ligová bilance
| Ročník                          | Zápasy | Góly | Klub               |
| ------------------------------- | ------ | ---- | ------------------ |
| 1. česká fotbalová liga 1993/94 | 8      | 1    | FK Viktoria Žižkov |
| 1. česká fotbalová liga 1994/95 | 3      | 1    | FK Jablonec        |
| 1. česká fotbalová liga 1995/96 | 1      | 0    | FK Viktoria Žižkov |
| CELKEM                          | 12     | 2    |                    |